# Processi internazionali ai crimini nazisti

Mappa dei processi internazionali contro i crimini nazisti svoltisi negli anni 1940-'70

I processi internazionali ai crimini nazisti sono tutti i processi svoltisi negli anni dal 1945 agli anni 60 che hanno avuto come oggetto i crimini compiuti dal regime nazista, con particolare attenzione a quelli relativi all'Olocausto.
Sono stati svolti diversi processi, alcuni guidati da tribunali internazionali come il primo dei processi di Norimberga che giudicò ventiquattro dei più importanti capi nazisti catturati o ancora ritenuti in vita, ed altri celebrati da singole nazioni contro i crimini nazisti generalmente subiti dai propri cittadini, come avvenne per esempio per gli Stati Uniti, come anche la Polonia o la stessa in Germania Ovest.

## Tabella processi
I nomi dei processi generalmente si riferiscono ai nomi delle località dei campi di concentramento da cui provenivano gli indagati, sebbene si siano spesso svolti altrove.
I processi svoltisi sono numerosi, tra questi:
| Processo | Processo | Nazionalità autorità giuridica        | Luogo                           | Inizio     | Fine       | N. accusati | N. condannati | N. condanne a morte | N. ergastoli            |
| --- | --- | ------------------------------------- | ------------------------------- | ---------- | ---------- | ----------- | ------------- | ------------------- | ----------------------- |
| Processo di Norimberga | Processo di Norimberga | Corte internazionale                  | Norimberga (Germania)           | 20/11/45   | 01/10/46   | 24          | 21            | 12                  | 3                       |
| Processi secondari di Norimberga | Processi secondari di Norimberga |                                       | Norimberga (Germania)           | 1946       | 1949       |             |               |                     |                         |
| | Processo ai dottori | USA                                   | Norimberga (Germania)           | 9/12/1946  | 20/08/1947 | 23          | 16            | 7                   | 0                       |
| | Processo Milch | USA                                   | Norimberga (Germania)           | 02/01/1947 | 17/04/1947 | 1           | 1             | 0                   | 0                       |
| | Processo ai giudici | USA                                   | Norimberga (Germania)           | 05/03/1947 | 04/12/1947 | 16          | 11            | 0                   | 4                       |
| | Processo Pohl (WVHA) | USA                                   | Norimberga (Germania)           | 13/01/1947 | 11/08/1948 | 18          | 15            | 1                   | 0                       |
| | Processo Flick | USA                                   | Norimberga (Germania)           | 19/04/1947 | 22/12/1947 | 6           | 3             | 0                   | 0                       |
| | Processo all'IG Farben | USA                                   | Norimberga (Germania)           | 27/08/1947 | 30/07/1948 | 24          | 14            | 0                   | 0                       |
| | Processo degli ostaggi | USA                                   | Norimberga (Germania)           | 08/07/1947 | 19/02/1948 | 12          | 10            | 0                   | 0                       |
| | Processo RuSHA | USA                                   | Norimberga (Germania)           | 20/10/1947 | 10/03/1948 | 14          | 13            | 0                   | 1                       |
| | Processo agli Einsatzgruppen | USA                                   | Norimberga (Germania)           | 29/09/1947 | 10/04/1948 | 24          | 21            | 4                   | 4                       |
| | Processo Krupp | USA                                   | Norimberga (Germania)           | 08/12/1947 | 31/07/1948 | 12          | 11            | 0                   | 0                       |
| | Processo ai ministri | USA                                   | Norimberga (Germania)           | 06/01/1948 | 18/11/1948 | 21          | 19            | 0                   | 0                       |
| | Processo dell'Alto Comando | USA                                   | Norimberga (Germania)           | 30/12/1947 | 28/10/1948 | 14          | 11            | 0                   | 2                       |
| Processi di Stutthof | Processi di Stutthof | Polonia                               | Danzica, Torun (Polonia)        | 25/04/46   | 1953       | 85          | 81            | 21                  | 2                       |
| Processo di Buchenwald | Processo di Buchenwald | USA                                   | Dachau (Germania)               | 11/04/1947 | 14/08/1947 | 31          | 31            | 11                  | 11                      |
| Primo processo di Auschwitz | Primo processo di Auschwitz | Polonia, Germania Ovest               | Cracovia (Polonia)              | 24/11/1947 | 22/12/1947 | 41          | 40            | 21                  | 8                       |
| Processo di Belsen (alias Processo di Josef Kramer ed altri 44), due processi | Processo di Belsen (alias Processo di Josef Kramer ed altri 44), due processi | Regno Unito                           | Luneburg (Germania)             | 17/08/1945 | 17/11/1945 | 45          | 31            | 12                  | 1                       |
| Processo Eichmann | Processo Eichmann | Israele                               | Israele                         | 11/04/1961 | 15/12/1961 | 1           | 1             | 1                   | 0                       |
| Processo di Francoforte (Secondo processo di Auschwitz) | Processo di Francoforte (Secondo processo di Auschwitz) | Germania Ovest                        | Francoforte sul Meno (Germania) | 1963       | 1965       | 22          | 18            | 0                   | 6                       |
| Processi di Treblinka, primo processo dal 12 ottobre 1964 al 24 agosto 1965, Dusseldorf, Germania. Secondo dal 13 maggio 1970 al 22 dicembre 1970, Dusseldorf                                     | Processi di Treblinka, primo processo dal 12 ottobre 1964 al 24 agosto 1965, Dusseldorf, Germania. Secondo dal 13 maggio 1970 al 22 dicembre 1970, Dusseldorf                                     | Germania Ovest                        | Dusseldorf (Germania)           | 12/10/1964 | 22/12/1970 | 10          | 8             | 0                   | 4                       |
| Processo di Belzec | Processo di Belzec | Germania Ovest                        | Monaco di Baviera (Germania)    | 8/8/1963   | 24/6/1964  | 7           | 1             | 0                   | 0                       |
| Processo di Sobibor | Processo di Sobibor | Germania Ovest                        | Hagen (Germania)                | 06/09/1965 | 20/12/1966 | 11          | 6             | 0                   | 1                       |
| Processi di Chelmno, 1945-1965, 5 processi: Polonia, 1945, presso il Tribunale distrettuale di Łódź. I rimanenti quattro in Germania: iniziano a Bonn nel 1962 e si concludono nel 1965 a Colonia | Processi di Chelmno, 1945-1965, 5 processi: Polonia, 1945, presso il Tribunale distrettuale di Łódź. I rimanenti quattro in Germania: iniziano a Bonn nel 1962 e si concludono nel 1965 a Colonia | Polonia, Germania Ovest               | Lodz (Polonia), Bonn (Germania) | 1945       | 1965       | 12          | 6             | 0                   | 0                       |
| Processo di Majdanek | Processo di Majdanek | Polonia                               | Lublino (Polonia)               | 27/11/1944 | 2/12/1944  | 6           | 6             | 0                   | 6                       |
| Processi di Dachau | Processi di Dachau | USA                                   | Dachau                          | 11/1945    | 12/1947    | 538         | >100          | >40                 | >1                      |
| Processi di Mauthausen | Processi di Mauthausen | USA                                   | Mathausen                       | 29/03/1946 | 13/05/1946 | 61          | 61            | 49                  | 12                      |
| Processi di Ravensbrück, serie di sette processi | Processi di Ravensbrück, serie di sette processi | Germania Ovest (corte internazionale) | Amburgo (Germania)              | 5/12/1946  | 3/2/1947   | 16          | 16            | 12                  | 0                       |
| Processo di Sachsenhausen | Processo di Sachsenhausen | URSS                                  | Berlino (Germania)              | 23/10/1947 | 1947       | 16          | 16            | 0                   | 15                      |
| Processo di Natzweiler | Processo di Natzweiler | Regno Unito                           | Wuppertal (Germania)            | 9/4/1946   | 5/5/1946   | 6           | 6             | 3                   | 3                       |
| Processi di Neuengamme | Processi di Neuengamme | Regno Unito                           | Amburgo (Germania)              | 18/3/1946  | 2/5/1946   | 14          | 14            | 11                  | 0                       |
| Processi al personale dell'eutanasia | Processi al personale dell'eutanasia | Germania Ovest                        | Wiesbaden (Germania)            | 8/10/1945  | 15/10/1945 | 7           | 7             | 3                   | (3 condanne di 30 anni) |
| Processo per l'eccidio di Sant'Anna di Stazzema | Processo per l'eccidio di Sant'Anna di Stazzema | Italia                                | La Spezia (Italia)              | 07/2004    | 22/06/2005 | 10          | 10            | 0                   | 1                       |

I processi tenuti in Polonia vennero celebrati sotto influenza sovietica, mentre i processi tenuti in Germania ovest furono influenzati e partecipati da giudici delle nazioni alleate Regno Unito, Stati Uniti e Francia.